# Универзитет у Крајови
Универзитет у Крајови (рум. Universitatea din Craiova, UCV) је државни универзитет у Крајови основан 25. априла 1947. године. Састоји се из 12 факултета, 3 аутономна академска департмана и 45 истраживачка центра. Осим у Крајови, има универзитетски центар у Дробета Турну Северину.
Универзитет похађа око 20 хиљада студената, са око 900 наставног и 1000 ненаставног особља. Има једну главну зграду, 4 универзитетска кампуса, 14 студентских домова, 4 јединице за истраживање и развој, једну централну библиотеку са 14 огранака, приближно 300 сала за предавања и семинаре, 255 лабораторија, универзитетски клуб итд.

## Историја
Универзитет у Крајови је основан 25. априла 1947. године доношењем закона који је прогласио румунски краљ Михај I. Предвиђено је да се универзитет састоји од Факултета хумане медицине, Факултета ветеринарске медицине, Факултета економских, комерцијалних и кооперативних наука и Факултета агрономије, али због послератних потешкоћа с радом је почео само Агрономски факултет. Образовном реформом августа 1948. године, формиран је Агрономски институт са два факултета, Пољопривредним факултетом и Факултетом пољопривредних машина (касније Факултет пољопривредне механизације). 1953. основана је Ботаничка башта Агрономског института. 1962. године формиран је Факултет хортикултуре, док је Факултет пољопривредне механизације прешао у Политехнички институт са седиштем у Темишвару. Тако је Агрономски институт функционисао до 1966. године са два факултета: Пољопривредним факултетом и Факултетом хортикултуре.
1951. године основан је Институт за машине и електричне апарате који је у почетку имао само један факултет, Електротехнички. 1953. му је додат Факултет за електрификацију индустрије, пољопривреде и саобраћаја. 1956. је извршена реорганизација института у Технички институт који је обухватао само Електротехнички факултет са два одсека, а од 1957. до 1958. био је потчињен Политехничком институту у Букурешту.
1. октобра 1959. године основан је Трогодишњи педагошки институт који је 1959/60. функционисао са три секције: Филологија, Хемија и природне науке и теоријска и практична пољопривредна знања и Математика – физика и теоријска и практична индустријска знања. Почев од академске 1960/61. године Педагошки институт је реорганизован са четири факултета: Филолошким, Физичко-хемијским, Математичким факултетом и Факултетом природних наука, а 1961/62. је употпуњен Историјско-географским факултетом.
Правни статус Универзитета у Крајови поново је потврђен 10. септембра 1965. године када је предвиђено да обухвата Математички, Хемијски, Филолошки факултет, Факултет економских наука, Електротехнички, Пољопривредни факултет и Факултет хортикултуре. Тиме је Агрономски институт укинут, док је Трогодишњи педагошки институт наставио са радом административно и функционално интегрисан у универзитет са своја два факултета, Историјско-географским и Факултетом за природне науке. Настава на свих девет факултета је званично почела у септембру 1966. године. 1974. године Математички и Хемијски факултет су интегрисани у Факултет природних наука, а Историјско-географски у Филолошки факултет који постаје Филолошко-историјски факултет. Машински факултет је основан 1977. године.
Од свог оснивања 1970. године па до 1998. године, у састав универзитета је улазио Медицински факултет који је потом прерастао у засебни Универзитет за медицину и фармацију.
Како се универзитет ширио и развијао број студената је континуирано растао. Током периода од 1948/49. и 1965/66. године, број студената се попео са 374 на 2670, а број наставног особља са 38 на 431. Број уписаних студената 1970/71. било је 5895, а 1979/80. 9589. Између 1980. и 1990. укупан број уписаних студената био је 90.120.
1989. године Универзитет у Крајови се састојао од седам факултета: Пољопривредног (са смеровима Пољопривреда и Хортикултура), Електротехнички (са 5 смера), Филолошког (са смеровима Румунски језик и књижевност  и Француски језик), Машинског (са 4 смера), Медицинског факултета (са смером Опште медицине), Факултета економских наука (са 3 смера) и Факултета природних наука (са 3 смера).
Следеће значајне промене у организацији универзитета догодиле су се 1991. године оснивањем Правног факултета, 1992. оснивањем Теолошког факултета, а три године касније, 1995. основан је Факултет за физичко васпитање и спорт. 2000. године Филолошко-историјски факултет је подељен на Филолошки факултет и Факултет за историју, филозофију и географију, а Факултет природних наука на Хемијски и Физички факултет.

## Факултети
Универзитет у Крајови се данас састоји од следећих факултета:
| Назив факултета                                   | Румунски назив | Адреса |
| ------------------------------------------------- | -------------- | ------ |
| Агрономски факултет                               |                |        |
| Машински факултет                                 |                |        |
| Правни факултет                                   |                |        |
| Православни теолошки факултет                     |                |        |
| Факултет друштвених наука                         |                |        |
| Факултет за аутоматику, рачунарство и електронику |                |        |
| Факултет за економију и пословну администрацију   |                |        |
| Факултет за електроинжињерство                    |                |        |
| Факултет за хортикултуру                          |                |        |
| Факултет за физичко васпитање и спорт             |                |        |
| Факултет природних наука                          |                |        |
| Филолошки факултет                                |                |        |